# Крукенберг, Герман
Герман Крукенберг (нем. Hermann Krukenberg; 21 июня 1863, Кальбе, Саксония-Анхальт — 3 октября 1935, Вернигероде, Саксония-Анхальт) — германский хирург. Брат Фридриха Эрнста и Георга Генриха Петера Крукенбергов, внук Петера Крукенберга.
Изучал медицину в Страсбурге, Бонне, и Гейдельберге. В последующие годы работал ассистентом Фридриха Тренделенбурга в Бонне и Макса Шеде в Университетской клинике Гамбург-Эппендорф. В 1892 году Герман Крукенберг стал директором частной клиники в Галле (Саксония-Анхальт). В 1899 году он принял должность главного врача в городской больнице в Лигнице. В 1907 году он возглавил частную хирургическую клинику в Эльберфельде.
Герман Крукенберг известен главным образом как создатель (сразу после Первой мировой войны) руки Крукенберга — своеобразной «клешни», которая делается из концов лучевой и локтевой костей у раненых с травматической ампутацией кисти при невозможности организовать протезирование (см. Кинематизация культи (англ.)).